# Sbandometro

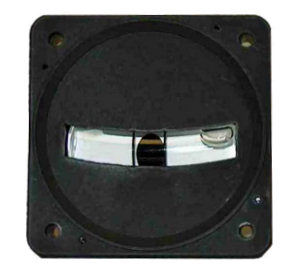
Uno sbandometro basico. Si può notare la pallina d'acciaio e la presenza dell'olio nel tubo trasparente.

Lo sbandometro, sovente detto anche "pallina", è uno strumento atto a indicare la direzione della gravità apparente all'interno della cabina di un velivolo.
È costituito da un tubo trasparente, con le estremità leggermente incurvate verso l'alto, riempito di olio.
All'interno del tubo rotola liberamente una pallina di acciaio.
Fa parte della strumentazione di bordo di base.
Il meccanismo dello sbandometro è compreso anche nel più complesso virosbandometro.

## Funzionamento
In volo orizzontale la pallina giace nel punto più basso del tubo, cioè al centro, così come quando il velivolo è fermo al suolo.
Durante una virata eseguita in modo corretto, sebbene l'aereo sia inclinato, la combinazione di peso e forza centripeta fa in modo che la gravità apparente all'interno del velivolo non cambi direzione, di conseguenza la pallina mantiene la sua posizione centrale.
Se la virata non è corretta e coordinata la gravità apparente spingerà la pallina a scivolare verso uno dei lati del tubo.

## Tecnica di pilotaggio
Si dice normalmente, per semplificare il concetto, che la pallina si allontana con il piede (pedaliera) e si attira con la mano (barra).
Per spiegare l'affermazione supponiamo di stare pilotando un aereo e di effettuare una virata a destra. Se durante questa virata a destra la pallina scorre verso destra (ovvero va verso il suolo) l'aereo è in condizione di scivolata (slittamento laterale o imbardata inversa), cioè troppo inclinato rispetto alla sua traiettoria, con la sua componente di peso prevalente.
Il pilota può correggere il problema di assetto in due modi: centrare nuovamente la pallina premendo il pedale destro, o portando la mano (la barra) a sinistra. Meglio entrambe le cose per un effetto più dolce e graduale.
La regola è identica nel caso in cui la pallina stesse scivolando verso sinistra, cioè verso il cielo. Significherebbe che la forza centrifuga sta avendo la meglio, mandando l'aereo in derapata, quindi poco inclinato rispetto al raggio della virata.
In questo caso la correzione si ottiene premendo il pedale sinistro (esterno alla virata), o portando la barra a destra.